# Proceroplatus puncticoxalis
Proceroplatus puncticoxalis är en tvåvingeart som beskrevs av Edwards 1940. Proceroplatus puncticoxalis ingår i släktet Proceroplatus och familjen platthornsmyggor. Inga underarter finns listade i Catalogue of Life.